# Фолькворд, Эрлинг
Эрлинг Фолькворд (норв. Erling Folkvord, 15 июня 1949 года — 1 марта 2024 года) — норвежский политик, член партии Красные и член стортинга (1993—1997). Первый социалист более левых взглядов, чем Социалистическая левая партия и Лейбористская партия, в парламенте Норвегии с 1961 года. Революционный социалист, один из лидеров Рабочей коммунистической партии и Красного избирательного альянса до их объединения. Член городского совета Осло с 1983 по 1993 год и с 1999 по 2011 год. Один из самых известных норвежских политиков левых взглядов, который не был связан с Лейбористской партией и Социалистической левой партией.
Работая над несколькими коррупционными делами, он получил прозвище «сторожевой пёс». Политические взгляды Фолькворда обратились к коммунизму и анти-капитализму, когда он стал членом Рабочей коммунистической партии. С 1990 по 1997 год он был заместителем лидера Рабочей коммунистической партии, а в 2001 году стал заместителем лидера Красного избирательного альянса вместе с Крисом Хартманном.

## Биография
Фолькворд родился в городе Левангер, Норвегия, 15 июня 1949 года. Он был сыном директора школы Сверре Фолькворда и домохозяйки Элдрид Кьесбу. Среднюю школу в Тронхейме закончил со степенью examen artium (дающей право поступить в университе), а затем начал учиться в Университетском колледже Тронхейма. К 1976 году он стал лидером национального Союза социальных агентств и оставался им до 1978 года. В 1982 году Фолькворд вместе с коллегой по Красному избирательному альянсу Харальдом Стабеллем подали в суд на ведущих деятелей социальных служб Осло, Сигне М. Стрей Риссдал и Марит Мо. Они обвинили их в неправомерном поведении и в выдвижении ложных обвинений, повлекших тюремное заключение невиновного человека. Эти обвинения в конечном итоге привели к полицейскому расследованию этого дела. Не найдя никаких доказательств своих обвинений, Мо подала в суд на Фолькворда и Стабелля за клеветнические обвинения, выдвинутые против неё, но она воздержалась от судебного преследования.
Фолькворд и Стабелль заявили полиции, что норвежская газета Dagbladet нарушила статью о сутенёрстве в уголовном кодексе. В интервью Фолькворд заявил, что Dagbladet способствовала привлечению большего внимания к норвежскому рынку секса.
В 1983 году Фолькворд вместе с Лив Финстад был избран представителем Красного избирательного альянса в городском совете Осло и вступил в должность 1 января 1984 года. По данным Aftenposten, Красный избирательный альянс и Христианско-демократическая партия имели самых лояльных избирателей на протяжении всех выборов. Позже Фолькворд активно выступал против децентрализации здравоохранения и социальных услуг в Осло, предполагавшей, что контроль должен был быть передан местной власти. В первые годы своего членства в городском совете Фолькворд большую часть времени использовал для защиты тогдашнего «текущего» социального управления.
К концу 1980-х годов Фолькворд получил прозвище «сторожевой пёс», поскольку он обычно требовал «независимого расследования» случаев коррупции. В конечном итоге это стало одной из его самых известных публичных черт. Возглавляя расследование дела о коррупции в 1989 году, в котором участвовали несколько представителей городского совета Осло, он сказал: «Можно вымести коррупцию и прочую несущественную ерунду из мэрии. Людям нужно только проявить настойчивость, когда это необходимо». Ранее в том же году, обнаружив больше доказательств так называемого коррупционного скандала, Фолькворд обратился за помощью к окружному прокурору, настоятельно призывая его возглавить расследование этого дела.
К 1990 году в Красном избирательном альянсе велись переговоры о замене Фолькворда и Атар Али в качестве представителей в городском совете в Осло, чтобы освободить место для большего количества женщин на высших должностях в партии. Фолькворда оставили, поскольку он был известным лицом в норвежских СМИ. К сентябрю 1990 года Фолькворд потребовал провести полицейское расследование в отношении члена Консервативной партии Михаэля Тецшнера, обвинив его в коррупции и сокрытии денег. Эти обвинения были включены в передачу Норвежской вещательной корпорации. Тецшнер в ответ на это заявил, что «новостной сюжет был полностью заполнен ложной информацией. Если телевизионный провайдер не внесёт необходимые исправления, мы передадим дело в Совет по жалобам Радиовещательной корпорации». Фолькворд был одним из соучредителей ячейки партии Осло, созданной в начале 1991 года, Красного избирательного альянса. Хотя СМИ предполагали, что он станет лидером отделения, он отвергал любые подобные предположения, ибо есть «люди, более подходящие», чем он, для этой должности.
Фолькворд был избран главным кандидатом в Осло от Красного альянса в июне 1992 года. Решение было принято по убеждению лидера партии, Акселя Нерстада, что Фолькворд может легко выиграть выборы, поскольку он стал своего рода «национальной знаменитостью», и из-за успеха, которую Фолькворд имел во время парламентских выборов 1989 года. Фолькворду нужно было набрать 14 000 голосов, чтобы получить место в парламенте. В январе 1993 года на национальном съезде несколько давних членов обсуждали наилучший способ организации избирательной кампании Фолькворда в Осло, на обсуждении преобладал оптимизм, поскольку участники, вместе с Нерстадом, заранее верили, что Фолькворд будет избран в парламент. Красный избирательный альянс потратил в общей сложности 600 000 крон на свою общенациональную избирательную кампанию 1993 года, из которых две трети были использованы для поддержки кампании Фолькворда в Осло. По итогам выборов партия сумела получить наибольшее представительство в шести различных округах: Грюнерлёкка, Анкерторгет, Тёйен, Кампен, Волеренга и Гамлебюен. Различные аналитики и сам Фолькворд считали, что Красный избирательный альянс добился хороших результатов в Осло, потому что Социалистическая левая партия плохо выступила в муниципалитетах.
Когда его спросили, членом какого парламентского комитета он хотел бы стать, Фолькворд ответил, что Постоянный комитет по финансам и экономическим вопросам был бы идеальным выбором, потому что большинство «нападений» на рабочего человека исходили из этого комитета, и его выбрали в этот самый комитет в дополнение к месту в Избирательном комитете. Позже он был избран членом финансового комитета парламента.
В 1994 году Фолькворд критиковал лейбористское правительство за экспорт оружия в Турцию, которая в то время вела войну против курдского народа. Он утверждал, что это нарушает парламентское решение, принятое в 1959 году, в котором говорилось, что правительство не будет распространять или экспортировать оружие в страны, вовлеченные в гражданскую войну. Фолькворд заслужил поддержку Социалистической левой, Центристской партии и Христианско-демократической партии, которые все стремились положить конец экспорту оружия в Турцию. Консервативная партия поддержала решение Лейбористской партии, а тогдашний лидер партии, Ян Петерсен, заявил, что курдские освободители были «террористами». По данным Arbeiderbladet, только в 1989 году норвежское правительство продало турецкому правительству оружия на сумму 99 миллионов крон. Фолькворд направил письмо Бьёрну Торе Годалу, тогдашнему министру иностранных дел, и спросил, получило ли норвежское правительство одобрение Постоянного комитета парламента по иностранным делам и обороне на продажу оружия Турции. В указе 1967 года продажа оружия странам, охваченным гражданской войной, стала незаконной, и Фолькворд считал, что Норвегия должна прекратить продажу оружия стране, которую он считал вовлеченной в гражданскую войну.
1 сентября 1995 года Фолькворд был арестован турецкими правоохранительными органами в курдском городе Диярбакыр. Турецкое правительство заявило, что главной причиной его визита было участие в неразрешённом властями курдском фестивале мира. В тот же день норвежского политика доставили в Анкару, а затем в Стамбул, и на следующий день он был выдворен обратно в Норвегию. Николас Ри, член британской Палаты лордов, сфотографировал Фолькворд во время мероприятия. Утверждалось, что на фотографии Фолькворда избивают турецкие чиновники, а фотография была унистожена турецкой полицией, когда они увидели у Реа камеру.
В начале 1995 года Фолькворд объявил, что не будет баллотироваться в парламент, когда его срок полномочий закончится. Позже он заявил, что его работа была «изнурительной и нервной». В опросе общественного мнения, проведённом в августе 1997 года, популярность Фолькворда в Осло снизилась, тогда как его популярность за пределами столицы возросла. Во время выборов партия потратила 500 000 крон на предвыборную кампанию Фолькворда, по оценкам, это составило примерно 70 % бюджета партии, который, сам оценивался примерно в 700 000 крон. 12 сентября опросы общественного мнения показали, что популярность Фолькворда в Осло снова возросла, что породило предположения о том, что он выиграет место Ингер Лизе Хюсёй в парламенте из-за этого неожиданного роста популярности. Когда в Осло было подсчитано 99 % голосов, партия сумела набрать неутешительные 3,9 %, потеряв своё единственное место.
Потеряв выборную должность Фолькворд пережил короткий период безвестности. Он снова привлёк внимание СМИ, когда публично осудил Комиссию Лунда. Комиссия раскрыла, что норвежская полицейская служба безопасности вела обширную слежку за норвежскими коммунистами, социалистами и другими радикалами. Фолькворд потребовал показать ему документацию, собранную на него во время слежки. В 1999 году Фолькворд возглавил список кандидатов своей партии, баллотирующихся в городской совет. Фолькворд добился успеха и получил место в городском совете, в то время как партия отметила рост поддержки на 1,3 %. Главной целью Фолькворда во время кампании было получение третьего места для Красного избирательного альянса, ему это не удалось, хотя партия сохранила свои два места в городском совете. Партия получила 2 % и 2,1 % голосов на окружных и муниципальных выборах 1999 года соответственно.
Перед парламентскими выборами 2001 года и Аслак Сира Мюре, лидер Красного избирательного альянса, и Фолькворд заявили о своих намерениях стать главным кандидатом Красного избирательного альянса. Позже, услышав, что Мюре стремится стать главным кандидатом партии в Осло, Фолькворд заявил СМИ, что станет третьим кандидатом, если его не выберут в качестве главного кандидата от партии. На партийном съезде состоялось голосование, давшее 50 голосов за Фолькворда и 62 против него в качестве главного кандидата. Фолькворд стал третьим кандидатом, а Сигрид Анген — вторым кандидатом.
К февралю 2001 года Рабочая коммунистическая партия предложила сделать Фолькворда новым лидером Красного избирательного альянса, поскольку Мюре уйдёт в отставку, если его изберут в парламент. В то время как большинство членов хотели видеть женщину-лидера после ухода Мюре, его сторонники прекрасно понимали, что Фолькворд может проиграть. Была начата кампания за то, чтобы сделать его заместителем лидера. Главной проблемой для оппозиции Фолькворда были его тесные связи с Рабочей коммунистической партией. На съезде Мюре был переизбран лидером партии, а Фолькворд и Крис Хартманн заняли места новых заместителей лидера партии. Мюре членом парламента не стал.
К марту 2003 года Мюре ушёл с поста лидера, и Торстейн Дале был избран его преемником. Дале был ведущей фигурой Красного избирательного союза в Хордаланде с 1990-х годов. Комментируя свою отставку, Мюре прокомментировал выборы 2001 года в Осло, сказав: «печально уходить в отставку после плохих выборов». Во время местных выборов 2003 года три различных опроса показали, что Красный избирательный альянс был близок к получению трёх мест в городском совете Осло. Фолькворд заявил, что если партии удастся получить одно дополнительное место, он использует его, чтобы попытаться отстранить правую Консервативную партию от власти и заменить её более левым «выбором с уклоном», таким как Лейбористская партия или Социалистическая левая партия. Партия получила голосов на 0,1 % больше, что принесло партии 3,1 % голосов избирателей в Осло. Но получить третье место не удалось.
В феврале 2004 года Фолькворд был обвинён в нарушении уголовного кодекса, поскольку он участвовал в демонстрации против вторжения в Ирак в 2003 году. Вместе с другими демонстрантами он фактически перекрыл вход в офис Кристин Крон, министра обороны. Фолькворд был обвинён в том, что «он отказался покинуть территорию, где проводилась незаконная демонстрация, несмотря на попросьбы сделать это». После инцидента он получил штраф в размере 2000 крон, который отказался платить.
На городском съезде Красного избирательного альянса Фолькворд был избран их главным кандидатом в Осло на выборах 2005 года. Фолькворд, вместе с Торстейном Дале, были единственными представителями партии, у которых был шанс получить место в парламенте. Йенс Столтенберг, лидер Лейбористской партии, негативно отнёсся к идее присутствия в парламенте представителей Красного избирательного альянса, заявив, что избиратели должны сделать всё возможное, чтобы помешать левым получить место в парламенте. Когда голоса были подсчитаны, Фолькворд не получил места в парламенте.
Позже Фолькворд обвинил многих видных членов городского совета Осло в том, что они вовлечены или были вовлечены в коррупцию. Андре Стёйлен из Консервативной партии сказал, что Фолькворд должен прекратить выступать с обвинениями и вместо этого обратиться в полицию с доказательствами, если они у него есть.
27 февраля 2007 года Фолькворд объявил, что будет баллотироваться на новый срок в городской совет. Он был переизбран главным кандидатом на муниципальных выборах на партийном съезде. В марте 2007 года Красный избирательный альянс и Рабочая коммунистическая партия объединились и основали партию Red. К 3 сентября, за шесть дней до дня выборов, новая партия показала свой лучший результат в Осло, набрав 4,4 % в опросе общественного мнения — на 0,3 % больше, чем на предыдущих выборах. После подсчёта голосов в Осло партии удалось получить три места в городском совете, а позиция Фолькворда была надежно закреплена. На национальном уровне Red получила 1,9 % и 2,1 % на муниципальных и окружных выборах соответственно.
Во время выборов 2009 года несколько опросов общественного мнения показали, что Фолькворд и Дале имели достаточную поддержку, чтобы получить два места в парламенте. Йенс Столтенберг и Кристин Халворсен из Красно-зелёной коалиции оба были крайне негативно настроены к идее иметь представителей Red в парламенте. Фолькворд несколько раз заявлял, что он потребует немедленного вывода норвежских войск из Афганистана, если будет избран в парламент. Он сказал, что это решение затронуло как «энтузиастов Партии прогресса», так и «разочарованных скептиков Социалистической левой». Позже Фолькворд почувствовал, что ему нужно оказать давление на Лейбористскую партию, что, по его словам, сдвинет их ещё дальше влево. Член Лейбористской партии Рейульф Стен положительно отреагировал на идею иметь Фолькворда избранным в парламент, заявив: «Я большой поклонник Эрлинга Фолькворда. Он честен и очень храбр. Кроме того, я очень рад, что Red поддерживает Красно-зеленую коалицию». Когда голоса были подсчитаны, у Red было увеличение на 1 % по сравнению с выборами 2005 года, но этого оказалось недостаточно, чтобы обеспечить Фолькворду место в парламенте. В итоге партия набрала 1,3 % голосов избирателей, показав увеличение на 0,1 %.
Фолькворд окончательно покинул городской совет Осло в 2011 году.
Во время интервью в 1993 году Фолькворд сказал, что его самым важным обязательством, если он получит место в парламенте, было бы предоставление Национальным профсоюзным центрам большей власти, чтобы они могли лучше защищать рабочий класс. На вопрос, было ли утомительно продвигать социалистические реформы, Фолькворд ответил: «Да. Но я думаю, в некотором смысле это было легче, чем раньше, [потому что многие] фальшивые социалистические режимы рухнули». Другое его мнение было таково: «капитализм разрушает окружающую нас природную среду, заставляя представителей буржуазного общества понять, что в будущем должно быть что-то новое. Это вдохновляет на завоевание поддержки социалистических убеждений в Норвегии». Первый контакт Фолькворда с антикапиталистическими убеждениями произошёл, когда он вступил в Рабочую коммунистическую партию. Партия научила его «капиталистическому варварству» и тому, что богатые контролируют всё. Фолькворд сказал, что он верит, что «[это] не может быть концом человеческого развития», и что он верит, что людям суждено создать другую, более справедливую систему.
Он долгое время поддерживал движение за независимость курдов, полагая, что Норвегия и другие страны Европы должны прекратить рассматривать конфликты между турецкими военными и курдами как внутреннее дело Турции. Будучи антивоенным активистом, он активно выступал против участия Норвегии в военных действиях с начала вторжения США в Ирак. В 2009 году Folkvord посетил норвежских солдат в Афганистане, но заявил, что Red была единственной норвежской партией, которой не разрешили посетить афганский город Мейманех, где размещены норвежские войска. Он также активно выступал против членства Норвегии в Европейском союзе, утверждая, что организация распространяет «германский империализм».
После получения должности представителя городского совета Осло в 1984 году Фолькворд посвятил большую часть своего времени написанию книг о своем политическом опыте и убеждениях. Его книги привлекли большое внимание норвежских СМИ. Он также работал над несколькими книгами, наиболее заметной из которых является «Rapport fra rottereiret — korrupsjon i Norge». Фолькворд утверждал, что Лиза Харлем была замешана в какой-то коррупции в Норвегии, хотя для подтверждения этого у него был только один источник, Кнут Фригаард. Позже Харлем написал статью в Aftenposten, заявив, что книга была «сомнительна» и ненадежна. Издание получило поддержку Карла Августа Фляйшера и политика Либеральной партии Хельге Сейпа, которые защищали книгу от обвинений. В 1998 году Фолькворд написал книгу о своем пребывании в качестве парламентского представителя. Двенадцать страниц были посвящены его четырёхлетнему сроку в качестве представителя, другие страницы содержали информацию, критикующую коллег-парламентариев. При написании книги он хотел, чтобы она оказала какое-то влияние на членов Красной молодежи и другие левоцентристские группы или активистов. В книге Operasjon Heilomvending, опубликованной в 2007 году, содержалось большое количество критики Социалистической левой партии, Лейбористской партии и Красно-зелёной коалиции в целом. Книга Vår korrupte hovedstad (Наша коррумпированная столица) была опубликована в 2011 году. В 2015 году вышла в свет его книга Det store Oslo-ranet (Великое ограбление в Осло). Его книга Rojava! Kurderne i kamp for ei framtid uten Assad, Erdoğan og Daesh (о курдах в борьбе за будущее без Асада, Эрдогана и Даеша) была опубликована в 2016 году.
Фолькворд имел сестру — журналистку и писательницу-документалиста Магнхильду Фолькворд.
У него была дочь, Йорунн, учительница and is a member of the Norwegian teachers union, Union of Education Norway., член Норвежского союза учителей, Союза образования Норвегии. Она была известна своей крайне левой политической деятельностью в Норвегии, была членом Рабочей коммунистической партии и Красного избирательного альянса. Йорунн принимала участие в нескольких заметных протестах в 1990-х годах, в одном случае её арестовала полиция. Она также была лидером Красной молодежи в начале 1990-х годов. Она также работала в городском совете Осло.
Фолькворд умер в Стокгольме 1 марта 2024 года в возрасте 74 лет. Он ездил в Стокгольм в связи с планами издания книг о Курдистане и Палестине.